# Kongress von Frauen in Naturwissenschaft und Technik
Der Kongress von Frauen in Naturwissenschaft und Technik (kurz FiNuT-Kongress) ist ein autonomer Kongress, der seit 1977 jedes Jahr über vier Tage am Himmelfahrtswochenende stattfindet und von und für Frauen in Naturwissenschaft und Technik organisiert wird.

## Geschichte
Mit dem ersten, von Christiane Erlemann und Margarete Pauls ins Leben gerufenen Kongress (damals Treffen) 1977 in Aachen begann in Deutschland die Naturwissenschaftlerinnen- und Technikerinnen-Bewegung. Viele Ideen und Ansätze, die heute gängige (und institutionalisierte) Praxis bei der Förderung von Frauen in Naturwissenschaft und Technik sind, wurden von Frauen beim Kongress entwickelt. Darüber hinaus sind viele formelle und informelle Netzwerke und Organisationen auf den Kongressen entstanden, zum Beispiel der deutsche ingenieurinnenbund, der Verein von Frauen in Naturwissenschaft und Technik (NUT) e. V. und die Zeitschrift Koryphäe – Medium für feministische Naturwissenschaft und Technik.
Der Kongress fand das erste Mal als Treffen von Frauen in Naturwissenschaft und Technik statt, danach zunächst halbjährlich und später jährlich in wechselnden Städten. Beim ersten Treffen nahmen ca. 40 Frauen teil. Die Teilnehmerinnenzahl stieg sehr schnell an und erreichte in den frühen 1990er Jahren mit 700–800 Teilnehmerinnen ihren Höhepunkt. In den 2000er Jahren hatte sich die Teilnehmerinnenzahl auf 300 bis 400 eingependelt. Viele Jahre war der Kongress an Universitäten und Hochschulen angesiedelt und die Vorbereitungsgruppen waren universitär verankert.
Seit 2010 findet die Veranstaltung in deutlich kleinerem Rahmen in Tagungshäusern statt.
Im Archiv der Stiftung Deutsches Technikmuseum Berlin wird in der Rubrik 1.3 Vereine und Verbände unter dem Namen VV FiNuT ein Bestand von Unterlagen aus den Jahren 1977 bis 2010 verwahrt.

### Themen
Die Themen spannen sich vom Erfahrungsaustausch über Fachvorträge bis zu politischen Diskussionen. Jeder Kongress hat ein Schwerpunktthema, das von der Vorbereitungsgruppe ausgesucht wird (zum Beispiel „Nachhaltig vorsorgen“, „GeZeitenwechsel“, „Wissen schaf(f)t Widerstand“). Zusätzlich gibt es in der Regel Veranstaltungen zu den folgenden Themen:
- Lebens-, Studien- und Arbeitssituation von Frauen und Lesben in Naturwissenschaft und Technik
- Geschichte von Naturwissenschaft, Technik und Gesellschaft
- Feministische Naturwissenschafts- und Technikforschung (Feministische Wissenschaftstheorie)
- Mädchen- und Frauenförderung
- Bildungs-, Wissenschafts- und Forschungspolitik
- Beruf und Karriere
- Netzwerke/Vernetzung
- Fachbeiträge
- Fach- und Regionalgruppentreffen
- Info- und Büchertische

### Teilnehmerinnen und Chronik
Die Teilnehmerinnen kommen aus dem gesamten deutschsprachigen Raum, zum Teil aber auch außerhalb von diesem. Das Spektrum der Teilnehmerinnen reicht dabei von der Schülerin bis zur Rentnerin, und von der Professorin bis zur Handwerkerin.
| Tagung | Zeit                       | Ort                             | Anzahl  | Titel                                                                                           | Schwerpunktthemen                                                                   | Dokumentation ISBN             |
| ------ | -------------------------- | ------------------------------- | ------- | ----------------------------------------------------------------------------------------------- | ----------------------------------------------------------------------------------- | ------------------------------ |
| 1.     | 16. bis 19. Juni 1977      | Aachen                          | 60      |                                                                                                 |                                                                                     |                                |
| 2.     | 6. bis 8. Januar 1978      | Hamburg                         | 200     |                                                                                                 |                                                                                     |                                |
| 3.     | 1978                       | Frankfurt am Main               | 150     |                                                                                                 |                                                                                     |                                |
| 4.     | 9. bis 11. Februar in 1979 | Göttingen                       | 270     |                                                                                                 |                                                                                     |                                |
| 5.     | 1979                       | Stuttgart                       |         |                                                                                                 |                                                                                     |                                |
| 6.     | 1980                       | Darmstadt                       | 80      |                                                                                                 |                                                                                     |                                |
| 7.     | 1981                       | Hannover                        | 250     |                                                                                                 |                                                                                     |                                |
| 8.     | 1982                       | Berlin                          | 230     |                                                                                                 |                                                                                     |                                |
| 9.     | 1983                       | Aachen                          |         |                                                                                                 |                                                                                     |                                |
| 10.    | 1984                       | Stuttgart                       |         |                                                                                                 |                                                                                     |                                |
| 11.    | 1985                       | Gießen                          |         |                                                                                                 |                                                                                     |                                |
| 12.    | 1986                       | Oldenburg (Oldenburg)           |         |                                                                                                 |                                                                                     |                                |
| 13.    | 1987                       | Erlangen                        |         |                                                                                                 |                                                                                     |                                |
| 14.    | 1988                       | Göttingen                       | 500     |                                                                                                 |                                                                                     |                                |
| 15.    | 1989                       | Bonn                            | 500     |                                                                                                 |                                                                                     |                                |
| 16.    | 1990                       | Münster                         |         |                                                                                                 |                                                                                     |                                |
| 17.    | 1991                       | Kiel                            | 500     |                                                                                                 |                                                                                     |                                |
| 18.    | 1992                       | Bremen                          | 700     | Lesben – Rassismus und Antisemitismus                                                           |                                                                                     |                                |
| 19.    | 1993                       | Berlin                          | 700     |                                                                                                 |                                                                                     |                                |
| 20.    | 1994                       | Gießen                          | 300     |                                                                                                 |                                                                                     |                                |
| 21.    | 25.–28. Mai 1995           | Karlsruhe                       |         | Frauen im Nationalsozialismus und Naturwissenschafts- und Technikkritik                         | Frauen im Nationalsozialismus und Naturwissenschafts- und Technikkritik             | ISBN 3-9804855-0-1             |
| 22.    | 16.–19. Mai 1996           | Braunschweig                    | ca. 480 | Kommunikation und Informationsgesellschaft                                                      | Auswirkungen der Atompolitik Programm                                               | ISBN 3-9804855-8-7             |
| 23.    | 8.–11. Mai 1997            | Hannover                        | ca. 500 | Arbeits(t)räume – Lebens(t)räume                                                                | Schülerinnenprojekte                                                                | ISBN 3-9804855-7-9             |
| 24.    | 21.–24. Mai 1998           | Mainz                           | ca. 400 | Frauen macht Europa                                                                             | Entscheidungs- und Gestaltungsmöglichkeiten im „neuen“ Europa                       | ISBN 3-933611-24-5             |
| 25.    | 13.–16. Mai 1999           | Darmstadt                       | 400     | Frauenmehrwert – Eine Bilanz am Ende des Jahrtausends                                           | Frauenmehrwert – Eine Bilanz am Ende des Jahrtausends                               | ISBN 3-933611-25-3             |
| 26.    | 1.–4. Juni 2000            | Hamburg                         | ca. 400 | Fließende Grenzen                                                                               | Migration und Wasser                                                                | ISBN 3-933611-26-1             |
| 27.    | 24.–27. Mai 2001           | Wien                            | 400     | Wissen_schaf(f)t Widerstand                                                                     |                                                                                     | ISBN 3-85286-100-4             |
| 28.    | 9.–12. Mai 2002            | Kassel                          | ca. 400 | Alles unter einen Hut                                                                           | Splitter zum Ganzen fügen und Vielfalt der Perspektiven                             | ISBN 3-933611-28-8             |
| 29.    | 29.5. – 1.6.2003           | Berlin                          | 350     | standard:abweichung                                                                             | Standard und Abweichung                                                             | ISBN 3-929120-18-6             |
| 30.    | 2004                       | Winterthur                      | 500     | no limits!?                                                                                     |                                                                                     | ISSN 1424-3342                 |
| 31.    | 5.–8. Mai 2005             | Bremen                          | 230     | gezeitenwechsel                                                                                 | Internationalisierung und Frauenräume                                               | ISBN 3-8142-0995-8 Digitalisat |
| 32.    | 2006                       | Köln                            |         | Bilanzraum:Gerechtigkeit                                                                        |                                                                                     | Digitalisat                    |
| 33.    | 2007                       | Lüneburg                        |         | Nachhaltig Vorsorgen                                                                            |                                                                                     | ISBN 978-3-00-024256-4         |
| 34.    | 2008                       | Bonn                            |         | Ge-wissen-los, Gen-Wissen-los, Geh-Wissen-los!                                                  |                                                                                     |                                |
| 35.    | 2009                       | Trier                           |         | Sicherheit                                                                                      |                                                                                     |                                |
| 36.    | 2010                       | Altenkirchen                    |         | Umbenennung zur Tagung                                                                          |                                                                                     | Online                         |
| 37.    | 2011                       | Altenkirchen                    |         |                                                                                                 |                                                                                     | Online                         |
| 38.    | 2012                       | Altenkirchen                    |         | Energiewende                                                                                    |                                                                                     | Online                         |
| 39.    | 2013                       | Altenkirchen                    |         |                                                                                                 |                                                                                     | Online                         |
| 40.    | 2014                       | Altenkirchen                    |         |                                                                                                 |                                                                                     | Online                         |
| 41.    | 2015                       | Altenkirchen                    |         |                                                                                                 |                                                                                     | Online                         |
| 42.    | 2016                       | Altenkirchen                    |         |                                                                                                 |                                                                                     | Online                         |
| 43.    | 25.–27. Mai 2017           | Berlin                          |         | feministisch_4.0                                                                                | Feierliche Tagung zum 40-jährigen Jubiläum im Deutschen Technikmuseum Berlin (DTMB) | ISBN 978-3-89376-182-1         |
| 44.    | 10.–13. Mai 2018           | Darmstadt                       |         |                                                                                                 |                                                                                     | Online                         |
| 45.    | 30. Mai – 2. Juni 2019     | Darmstadt                       |         | Frauen wirtschaften: Frauenbetriebe – Frauengenossenschaften – Frauenprojekte                   |                                                                                     | Online                         |
| 46.    | 31. Oktober 2020           | online                          |         | Nachhaltigkeit                                                                                  |                                                                                     | Online                         |
| 47.    | 10.–12. September 2021     | hybrid - in Berlin sowie online |         | Klimakrise und Klimagerechtigkeit - ein feministischer Blick!                                   |                                                                                     | Online                         |
| 48.    | 26.–29. Mai 2022           | Hamburg                         |         | Wasser                                                                                          |                                                                                     | Online                         |
| 49.    | 18.–21. Mai 2023           | Darmstadt                       |         | Stadt - Mobilität - Nachhaltigkeit                                                              |                                                                                     | Online                         |
| 50.    | 9.–12. Mai 2024            | Berlin                          |         | Transformation - Was? Wohin? Wie?                                                               |                                                                                     | Online                         |
| 51.    | 29. Mai – 1. Juni 2025     | Köln                            |         | Künstliche Intelligenz – Grundlagen, aktueller Stand, Genderaspekt, Visionen und Zukunftstrends |                                                                                     | Online                         |

## Gestaltung und Ablauf
„Autonom“ bedeutet, dass hinter dem Kongress kein Verband oder Verein steht. Bei jedem Kongress gibt es ein Plenum, auf dem alle Kongressteilnehmerinnen stimmberechtigt sind. Die Vorbereitungsgruppe eines Kongress wird jeweils auf dem Kongress zwei Jahre vorher von diesem Plenum bestimmt. Die Vorbereitungsgruppe organisiert den Kongress eigenständig und selbstverantwortlich, wobei sie aber an die demokratisch gefassten Beschlüsse der vorhergehenden Kongresse gebunden ist.
Der Kongress lebt von der Vielzahl der angebotenen Veranstaltungen, bei denen es sich um Vorträge, Workshops, Exkursionen, Ausstellungen, Gruppentreffen u. v. m. handeln kann. In der Regel wird im Oktober des Vorjahres ein Call for Paper für den Kongress versandt. Der Kongress wird am Donnerstag mit dem Eröffnungsplenum eingeleitet und mit dem Abschlussplenum am Sonntag beendet.